# Ramón Juárez
Ramón Juárez, né le 9 mai 2001 à Rioverde au Mexique, est un footballeur mexicain qui évolue au poste de défenseur central au Club América.

## Biographie

### En club
Né à Rioverde au Mexique, Ramón Juárez est formé par le Club América. Il joue son premier match en professionnel le 28 août 2019 lors d'une rencontre de championnat face au CF Pachuca. Il entre en jeu à la place de Leonel López (en) et les deux équipes se neutralisent (1-1 score final),.
En janvier 2022, Ramón Juárez rejoint l'Atlético San Luis sous la forme d'un prêt d'un an. Le transfert est annoncé dès le 21 décembre 2021.
C'est avec ce club qu'il inscrit son premier but en professionnel, le 3 mars 2022, lors d'une rencontre de championnat face au CD Guadalajara. Titulaire, il marque de la tête à la 42e minute de jeu, et les deux équipes se neutralisent (2-2 score final).
Juárez marque son premier but pour le Club América le 15 septembre 2024, lors d'une rencontre de championnat face au CD Guadalajara. Il donne la victoire à son équipe en étant l'unique buteur de la rencontre.

### En sélection
Ramón Juárez représente l'équipe du Mexique des moins de 18 ans, jouant un match en 2019.
Le 27 mai 2022, il est retenu pour participer au Tournoi Maurice-Revello.
En octobre 2023 Ramón Juárez est convoqué pour la première fois avec l'équipe nationale du Mexique par le sélectionneur Jaime Lozano. Il ne joue toutefois aucun match lors de ce rassemblement.